# Art Brut (zespół muzyczny)
Art Brut – brytyjski zespół indierockowy, pochodzący z Londynu w Anglii, powstały w 2003 roku. Tworzą go: wokalista Eddie Argos, gitarzysta Ian Catskilkin, basistka Freddie Feedback, gitarzysta Toby MacFarlaine i perkusista Charlie Layton. 
Zespół wydał do tej pory pięć albumów studyjnych: Bang Bang Rock & Roll (2005), It's a Bit Complicated (2007), Art Brut vs. Satan (2009), Brilliant! Tragic! (2011) i Wham! Bang! Pow! Let's Rock Out! (2018). 
Uważany był on za część sceny „Art Wave” z początku XXI wieku, do której należeli również m.in. Franz Ferdinand i Bloc Party, lecz wyróżnili się spośród innych grup dzięki Eddiemu Argosowi, wykonującym entuzjastyczny mówiony śpiew. Teksty jego autorstwa ukazują satyryczne spostrzeżenia na temat muzyki pop, kultury popularnej i relacji międzyludzkich. 

## Historia

### Powstanie zespołu i debiutancki album (do 2005)

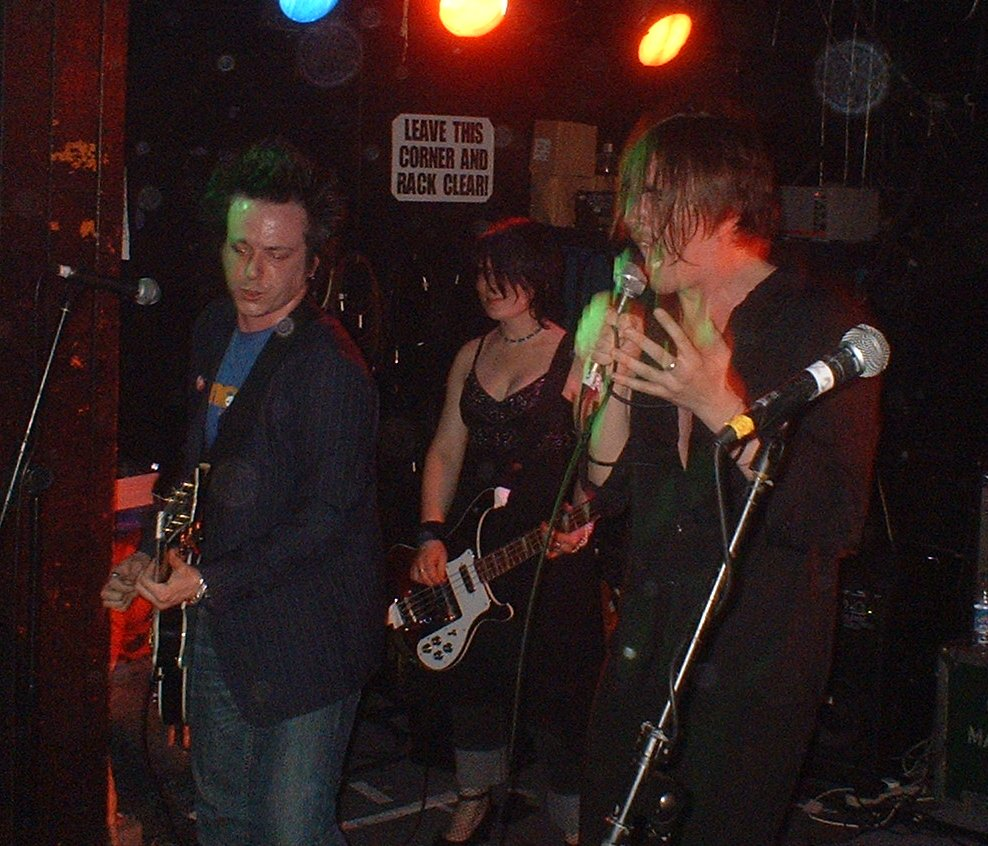
Koncert Art Brut w Leicester (2005)

Zespół powstał w 2003 roku w Londynie, kiedy to wokalista Eddie Argos spotkał gitarzystę Chrisa Chinchillego w trakcie afterparty dla zespołu Ciccone. W ciągu sześciu miesięcy zrekrutowali oni do zespołu gitarzystę Iana Catskilkina basistkę Fredie Feedback i perkusistę Mike'a Breyera. Argos został frontmanem i autorem tekstów piosenek zespołu.
Nazwa zespołu została zaczerpnięta z terminu art brut, wprowadzonego przez malarza Jeana Dubuffeta. Argos powiedział na ten temat: „Art Brut jako ruch jest bardzo szczery. Myślę, że my również tacy jesteśmy. Nie jesteśmy w 100% spełnieni i lubimy robić rzeczy po swojemu. Czasami potrafię być przesadnie entuzjastyczny i myślę, że ludzie mylą to z ironią”.
Art Brut nagrał Brutlegs, serię chaotycznych demówek, dzięki którym zespół podpisał umowę z wytwórnią Rough Trade. W marcu 2004 roku wydała ona jedną z piosenek zespołu, „Formed a Band”, która znalazła się na 52. miejscu brytyjskiej listy przebojów. Pojawił się on tamże na 38. miejscu listy najlepszych singli 2004 roku magazynu Pitchfork.
W grudniu 2004 roku ukazał się podwójny A-side „Modern Art / My Little Brother”, natomiast pierwszy pełnometrażowy album zespołu, Bang Bang Rock & Roll, wydany został 30 maja następnego roku, wydany nakładem Fierce Panda. Album wyprodukowany przez Johna Fortisa zawierał oczyszczone wersje piosenek z płyty Brutlegs i osiągnął 11. miejsce na brytyjskiej liście niezależnych albumów. Debiutancka płyta znalazła się na 3. miejscu najlepszych albumów 2005 roku magazynu Pitchfork. Na liście najlepszych singli 2005 roku tego samego magazynu, na 15. miejscu znalazł się pochodzący z tego albumu utwór „Good Weekend”, a na 14. miejscu „Emily Kane”.
Pod długiej trasie koncertowej po Wielkiej Brytanii i Stanach Zjednoczonych, z powodów osobistych w 2005 roku z zespołu odszedł gitarzysta Chris Chinchilla. Zastąpił go Jasper Future, który po raz pierwszy pojawił się na scenie z zespołem Art Brut na festiwalu Bestival 10 września tego samego roku.

### It's A Bit ComplicatediArt Brut vs. Satan(2006–2010)

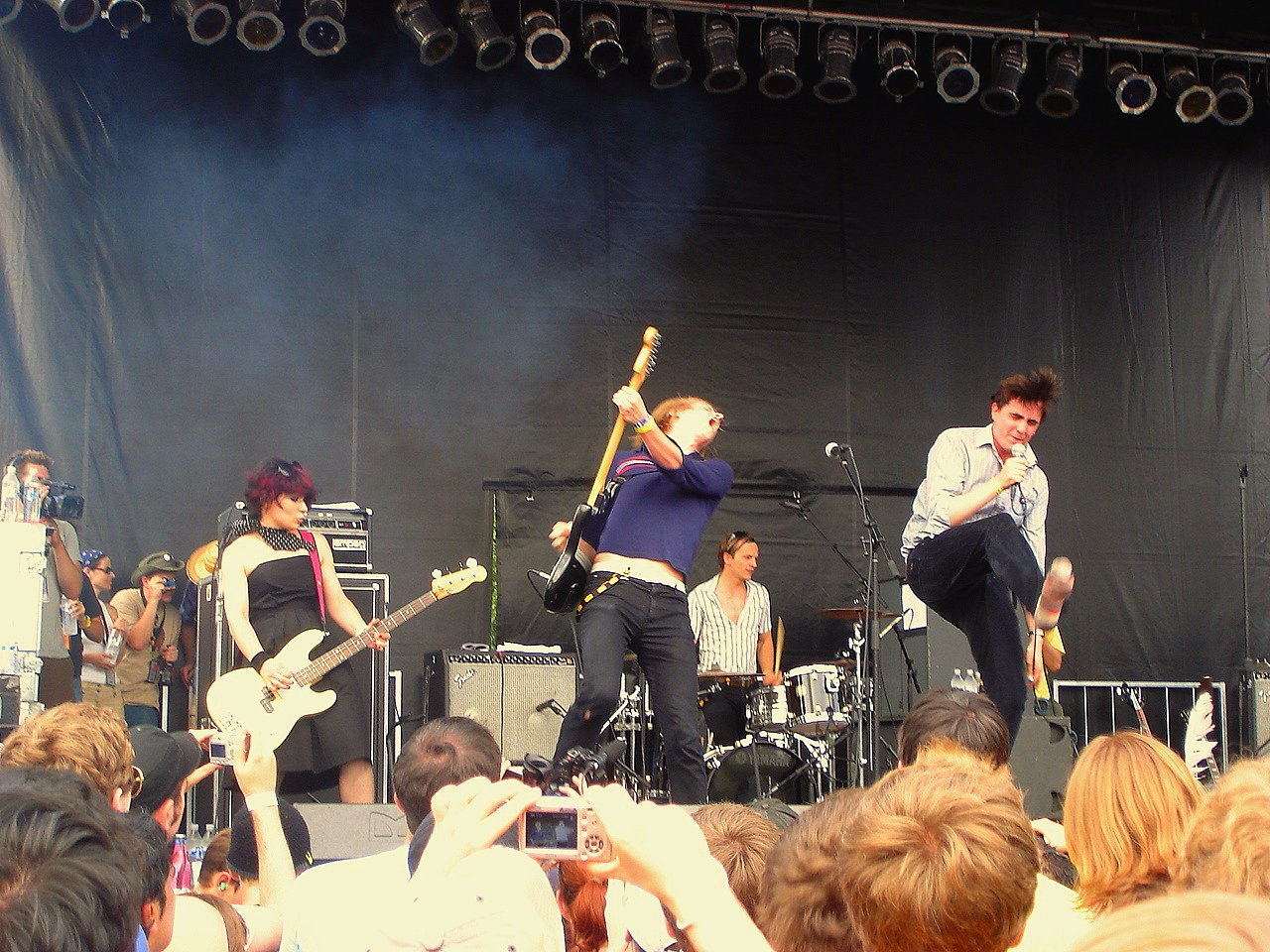
Art Brut na festiwalu Pitchfork Music Festival 2006

W sierpniu 2006 roku zespół ujawnił szczegóły tworzonego wówczas drugiego albumu studyjnego It's a Bit Complicated. Mieli wówczas już napisanych 7-8 piosenek, w tym utwór „Direct Hit”, a po premierze singla „Nag Nag Nag Nag” w listopadzie tego samego roku wyruszył w trasę koncertową po Wielkiej Brytanii. Wcześniej zespół koncertował po Ameryce Północnej z grupą We Are Scientists. 
W 2007 roku ruszył z wiosenną trasą koncertową po Wielkiej Brytanii zespołu Maxïmo Park jako ich główny support, po czym w kwietniu tego samego roku Art Brut odbył już samodzielnie trasę po Stanach Zjednoczonych i ponownie w Wielkiej Brytanii w czerwcu.
28 marca 2007 roku zespół ogłosił, że ukończył pracę nad drugim albumem It's a Bit Complicated, którego premiera w Wielkiej Brytanii odbyła się 11 czerwca, a w Stanach Zjednoczonych 19 czerwca. Nad albumem studyjnym pracowali wraz z producentem Danem Swiftem, znanym ze współpracy z grupami Franz Ferdinand i The Futureheads.
Pochodząca z albumu piosenka „Direct Hit” znalazła się na ścieżce dźwiękowej do gry wideo FIFA 08.

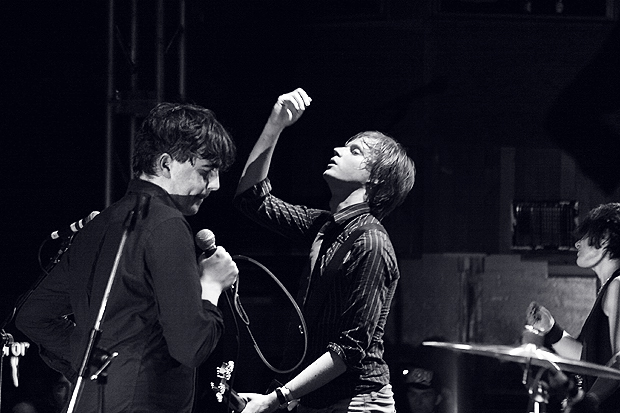
Koncert zespołu Art Brut w 2006 roku

W styczniu i lutym 2008 roku odbyli szereg koncertów po Wielkiej Brytanii, z czego dwom występom w londyńskim klubie ULU towarzyszyła sekcja smyczkowa i dęta. 11 lutego tego samego roku wytwórnia EMI udostępniła utwór „Pump Up the Volume”, który został wydany jako singiel bez konsultacji z zespołem.
Na przełomie listopada i grudnia 2008 roku ogłoszono, że producentem trzeciego ich albumu studyjnego Art Brut vs. Satan został Frank Black z zespołu Pixies. W tym czasie Art Brut miał już około 20 utworów gotowych na sesje, w tym m.in. „Alcoholics Unanimous”, „Summer Job” czy „DC Comics and Chocolate Milkshake”. Album został nagrany w Salem w stanie Oregon, a sesje nagraniowe trwały dwa tygodnie.
Pierwszy singiel z albumu, „Alcoholics Unanimous”, ukazał się 6 kwietnia 2009 roku, a cały album miał swoją premierę w Europie 20 kwietnia nakładem Cooking Vinyl, a w Stanach Zjednoczonych 12 maja za pośrednictwem Downtown Records. Jej okładkę opracował artysta komiksowy Jeff Lemire. 
Promując swój album, w 2009 roku zespół wyruszył w trasę koncertową, występując m.in. w Wielkiej Brytanii, Belgii, Holandii, Niemczech, Danii, Austrii, Włoszech, Szwajcarii, Francji, Hiszpanii i Stanach Zjednoczonych, natomiast w 2010 roku wystąpili w Polsce. Pojawili się na Off Festiwalu 2010 w Katowicach, występując na Scenie Leśnej 6 sierpnia.

### Brilliant! Tragic!iWham! Bang! Pow! Let's Rock Out!(od 2011)
Na początku marca 2011 roku zespół ujawnił szczegóły swojego kolejnego albumu studyjnego pn. Brilliant! Tragic!. Argos powiedział o nim: „Bang Bang Rock & Roll zrobił to, co obiecuje. It's A Bit Complicated było trochę skomplikowane. W Art Brut vs. Satan musieliśmy walczyć z Szatanem. Ta płyta podąża tym samym schematem, jest genialną, tragiczną płytą”. Album premierę miał 23 maja 2011 roku, wydany przez Cooking Vinyl. Jego producentem ponownie był Frank Black, a okładkę stworzył artysta komiksowy Jamie McKelvie. Główny singiel albumu, „Lost Weekend”, ukazał się 16 maja tego samego roku. Promując nowy album, w październiku 2011 roku wyruszyli w trasę koncertową po Wielkiej Brytanii, która rozpoczęła się w Liverpoolu.
Z okazji 10. rocznicy założenia zespołu wydali dwupłytową kompilację Top of the Pops, która ukazała się 16 kwietnia 2013 roku nakładem The End Records.
Od czasu wydania albumu Brilliant! Tragic! skład zespołu uległ zmianie. Jasper Future i Mikey Breyer opuścili Art Brut w 2013 roku, do Ediiego Argosa, Iana Catskilkina i Freddy Feedback dołączyli w tym samym roku perkusista Stephen Gilchrist i gitarzysta Toby McFarlan . W 2018 roku nowym perkusistą został Charlie Layton.
W 2018 roku zespół zapowiedział wydanie piątego albumu studyjnego, Wham! Bang! Pow! Let's Rock Out!, publikując 2 października dnia utwór „Hospital!”, który był drugim utworem zapowiadającym płytę. Pierwszym singlem był tytułowy utwór, którego teledysk opublikowano 22 sierpnia tego samego roku. Album został wydany nakładem Alcopop! Records 23 listopada 2018 roku. Jego treść opisywała wydarzenia z życia Argosa podczas przerwy w działalności zespołu, która obejmowała jego przeprowadzkę do Berlina, posiadanie dziecka i poważną chorobę. 
W 2019 roku Art Brut wznowił współpracę z We Are Scientists, wydając z okazji Record Store Day płytę winylową pod nazwą WASABI (skrót od We Are Scientists Art Brut International). 
W kwietniu 2024 roku zespół zapowiedział wydanie albumu kompilacyjnego, w którym miały się znaleźć ich najlepsze utwory, dema i nagrania na żywo z lat 2003–2008. Zapowiedział także koncerty, które odbyły się w Wielkiej Brytanii i Niemczech. Kompilacja A Record Collection, Reduced To A Mixtape oraz pięciopłytowy box set And Yes, This Is My Singing Voice! swoją premierę miały 26 lipca 2024 roku. 25 kwietnia 2025 roku nakładem Edsel Records ukazał się drugi i jednocześnie ostatni pięciopłytowy box set – Set Sorry, That It Doesn’t Sound Like It’s Planned! Battling Satan, 2009–2020.

## Członkowie zespołu

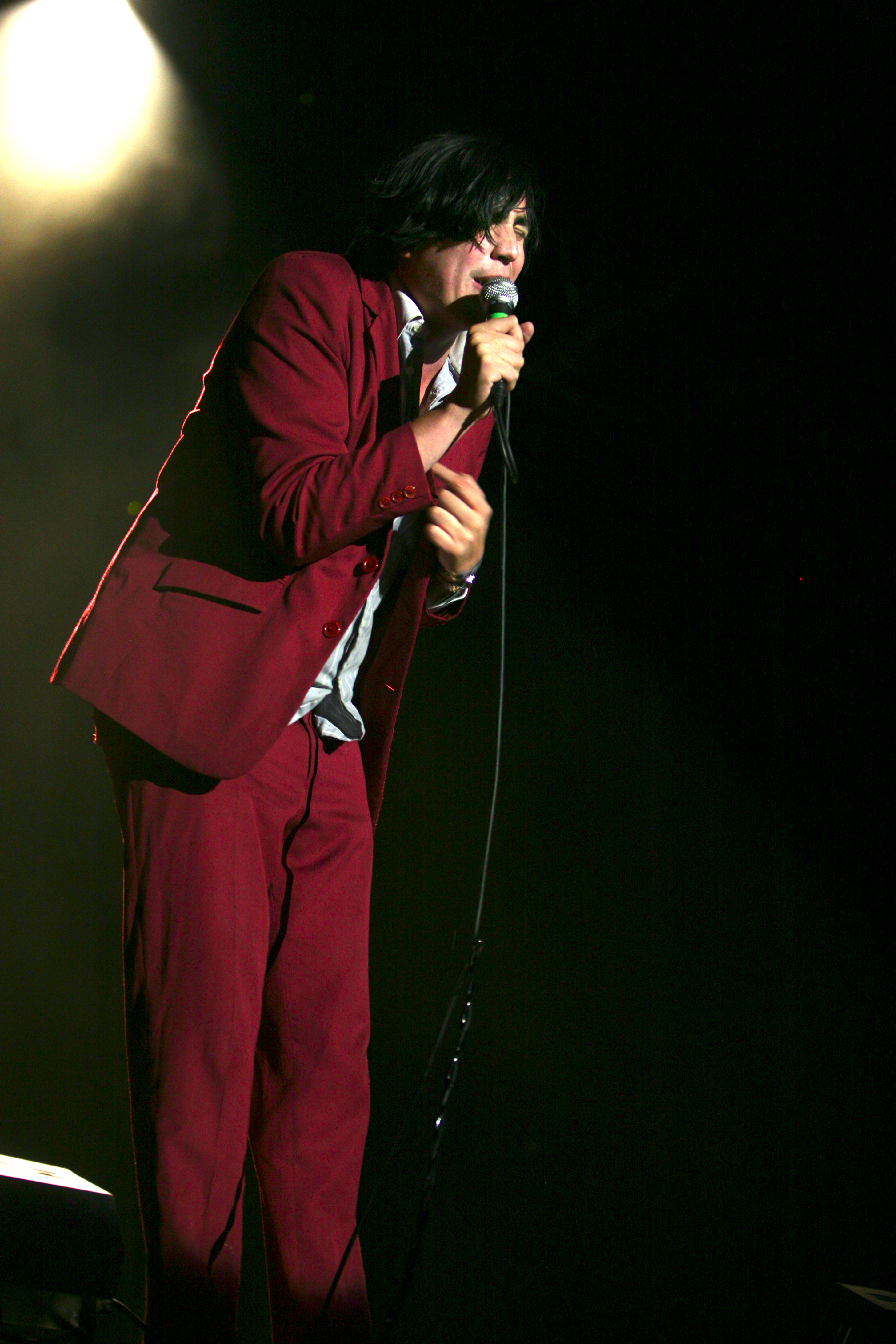
Eddie Argos (2007)

### Obecni członkowie
- Eddie Argos – wokal (do 2003)[2]
- Ian Catskilkin – gitara (do 2003)[2]
- Freddie Feedback – gitara basowa (do 2003)[2]
- Toby MacFarlaine – gitara (od 2013)[2]
- Charlie Layton – perkusja (od 2018)[35]

### Byli członkowie
- Chris Chinchilla – gitara (2003–2005)[2]
- Mikey Breyer – perkusja (2003–2013)[2]
- Jasper Future – gitara (2005–2013)[2]
- Stephen Gilchrist(inne języki) – perkusja (2013–?)[2][35]

## Dyskografia

### Albumy studyjne
| Data                                                    | Tytuł                            | Szczegóły                                                                              | Najwyższa pozycja na liście | Najwyższa pozycja na liście | Najwyższa pozycja na liście | Najwyższa pozycja na liście |
| Data                                                    | Tytuł                            | Szczegóły                                                                              | UK Indie                    | GER                         | SCO                         | US Indie                    |
| ------------------------------------------------------- | -------------------------------- | -------------------------------------------------------------------------------------- | --------------------------- | --------------------------- | --------------------------- | --------------------------- |
| 2005                                                    | Bang Bang Rock & Roll            | - Data: 30 maja 2005 - Wydawca: Fierce Panda, Cargo - Format: CD, LP, download         | 11                          | —                           | 87                          | —                           |
| 2007                                                    | It's a Bit Complicated           | - Data: 11 czerwca 2007 - Wydawca: Downtown, Mute - Format: CD, LP, download           | —                           | 72                          | —                           | 32                          |
| 2009                                                    | Art Brut vs. Satan               | - Data: 20 kwietnia 2009 - Wydawca: Downtown, Cooking Vinyl - Format: CD, LP, download | —                           | —                           | —                           | 39                          |
| 2011                                                    | Brilliant! Tragic!               | - Data: 23 maja 2011 - Wydawca: Cooking Vinyl - Format: CD, LP, download               | 38                          | —                           | —                           | —                           |
| 2018                                                    | Wham! Bang! Pow! Let's Rock Out! | - Data: 23 listopada 2018 - Wydawca: Alcopop! - Format: CD, LP, download               | 42                          | —                           | —                           | —                           |
| "—" oznacza, że album nie był notowany na danej liście. |                                  |                                                                                        |                             |                             |                             |                             |
| [ 3 ] [ 1 ]                                             | [ 3 ] [ 1 ]                      | [ 3 ] [ 1 ]                                                                            | [ 8 ]                       | [ 46 ]                      | [ 8 ]                       | [ 47 ]                      |